# Кара-Суу (Алайский район)
Кара-Суу (кирг. Кара-Суу) — село в Алайском районе Ошской области Кыргызстана. Административный центр Будалыкского айылного аймака.

## География
Село расположено в южной части области, на берегах реки Кара-Суу (бассейн реки Гульча), на расстоянии приблизительно 9 километров (по прямой) к востоко-юго-востоку от села Гульча, административного центра района. Абсолютная высота — 1859 метров над уровнем моря.

## Население
Согласно оценочным данным Национального статистического комитета Кыргызской Республики, численность населения села на начало 2023 года составляла 906 человек.
| год     | 2009 | 2014 | 2015 | 2020 | 2021 | 2023 |
| ------- | ---- | ---- | ---- | ---- | ---- | ---- |
| человек | 773  | 768  | 780  | 866  | 893  | 906  |